# Satu Nou (gmina Sânpetru de Câmpie)
Satu Nou – wieś w Rumunii, w okręgu Marusza, w gminie Sânpetru de Câmpie. W 2011 roku liczyła 227 mieszkańców.